# Så här går det till på Saltkråkan
Så här går det till på Saltkråkan är en svensk TV-serie av Olle Hellbom som ursprungligen sändes 1977-1978.

## Bakgrund
Serien är i själva verket en omklippt version av de fyra biolångfilmerna om Saltkråkan; Tjorven, Båtsman och Moses (1964), Tjorven och Skrållan (1965), Tjorven och Mysak (1966) och Skrållan, Ruskprick och Knorrhane (1967).
När filmerna var färdiga klippte Astrid Lindgren själv om materialet till en serie som västtyska ZDF köpte rättigheter till och som de sände våren 1971. Den svenska premiären ägde rum hösten 1977 och sändes i 12 delar. Den svenska versionen har sedan repriserats ett antal gånger i SVT.
I Tyskland sändes serien i 16 delar, som hade en kortare speltid än de 12 delar som sändes i Sverige.
Ljudspår från den svenska serien har även givits ut på LP och CD 1977 under titeln Så går det till på Saltkråkan.

## Avsnitt
1. Tjorven, Båtsman och Moses
2. Far ända in i baljan
3. Båtsman, räven och Moses
4. Tjorven och Skrållan
5. Rödluvan och räven
6. Skrållan går till sjöss
7. Tjorven och Mysak
8. Döda skeppens vik
9. Saltkråkans tjuvgubbe
10. Skrållan, Ruskprick och Knorrhane
11. Skeppsbrutna på Kråkskär
12. Skrållans födelsedag[9]

## Utgivning
Utöver de fyra långfilmerna som TV-serien bestod av har också avsnitt 1, 6, 7 och 12 har givits ut på DVD i samlingen Astrid Lindgren-matiné.